# Noémi Háfra
Noémi Háfra, född 5 oktober 1998 i Cegléd, är en ungersk handbollsspelare (vänsternia).

## Klubblagskarriär
Noémi Háfra började spela handboll 2010 i Gyömrő VSK. År 2014 gick hon till den ungerska klubben Ferencvárosi TC (FTC) i Budapest. Hon vann det ungerska mästerskapet 2015 och 2021 med FTC. Háfra är högerhänt, men hon har en bra passningskvalitet också med vänsterhanden och hon har spelat på alla niometerspositionerna.
Efter att ha lånats ut till MTK Budapest säsongen 2016–2017 återvände Háfra till Ferencvárosi.
Säsongen 2021/2022 spelade hon för Győri ETO KC. Med Győr vann hon det ungerska mästerskapet 2022. Hon flyttade sedan till danska klubben Odense Håndbold, som ett lån. I oktober 2022 skadade Háfra korsbandet i en match i Champions League mot Brest Bretagne.

## Landslagskarriär
Noémi Háfra vann bronsmedaljen med det ungerska U17-laget vid EM 2015. Hon debuterade den 27 september 2017 en match mot Kosovo för det ungerska damlandslaget. Med Ungern deltog hon i VM 2017. Háfra vann U20-VM 2018 och då blev hon uttagen till All Star-team. Vid EM 2018 slutade Ungern på sjunde plats. Háfra blev uttagen i All-Star-leam i EM. Hon spelade också i OS i Tokyo 2020.
Háfra har totalt spelat 78 landskamper och gjort 204 mål för ungerska landslaget.

## Övrigt
Systern Luca Háfra spelar också handboll. 